# Wandolin Wolny
Wandolin Wacław Wolny (ur. 13 października 1930 w Poznaniu, zm. 13 sierpnia 2023) – polski strzelec, medalista mistrzostw Europy. Oficer Wojska Polskiego.

## Życiorys
W czasie II wojny światowej znalazł się w obozie przesiedleńczym na Głównej w Poznaniu. Jest absolwentem I Liceum Ogólnokształcącego im. Adama Mickiewicza w Olsztynie (1950). W 1960 roku był jednym ze współzałożycieli Koła Łowieckiego „Podlasie”. Od 1972 roku właściciel posiadłości w Gietrzwałdzie, gdzie był radnym tamtejszej gminy Gietrzwałd. 
W 1955 został mistrzem Polski w trapie. Jego największym międzynarodowym osiągnięciem był brązowy medal w trapie drużynowym na mistrzostwach Europy w 1955 roku (wraz ze Stanisławem Popielarskim, Adamem Smelczyńskim i Romanem Feillem).